# Morten Lützhøft
Morten Lützhøft (født 16. april 1963) er en dansk skuespiller.
Lützhøft er uddannet fra Skuespillerskolen ved Odense Teater i 1994.

## Filmografi
- Ondt blod (1996)
- Tæl til 100 (2004)
- Tid til forandring (2004)
- Mørke (2005)
- Hvid nat (2007)

### Tv-serier
- Rejseholdet (2000-2003)
- De udvalgte (2001)
- Ørnen (2004)
- Anna Pihl (2006-2007)
- Forbrydelsen (2007)
- Sommer (2008)

### Dub
- Braceface (2003-2008) - Richard Sand (Sally Sands far), og øvrige stemmer
- Avatar: Den sidste luftbetvinger (2003-2008) - General Zhao og øvrige stemmer